# Église Saint-Hermès de Rouessé-Fontaine
L'église Saint-Hermès est une église catholique située à Rouessé-Fontaine, en France.

## Localisation
L'église est située dans le département français du Sarthe, dans le bourg de Rouessé-Fontaine.

## Historique
Le clocher est classé au titre des monuments historiques depuis le 27 mars 1914.